# Nihal Yalçın
Nihal Yalçın est une actrice turque.

## Biographie
D'origine alévie zaza, (elle l'apprit quand, à Istanbul, sa mère pleura lors du massacre de Sivas en 1993), elle fit ses études à l'université d’Istanbul puis à l'université Bahçeşehir (en).

## Filmographie sélective
- 2003 : Kurtlar Vadisi
- 2012 : Yalan Dünya
- 2012 : Araf
- 2021 : Hey there! (film, 2021)